# Daniel Zítka
Daniel Zítka (20 czerwca 1975 w Hawierzowie) – piłkarz czeski grający na pozycji bramkarza.

## Kariera klubowa
Zítka urodził się w Hawierzowie leżącym na Śląsku Cieszyńskim. Piłkarską karierę rozpoczął w tamtejszym klubie FK Havířov, a w 1993 roku zaczął grywać w jego barwach w drugiej lidze. W 1994 roku przeszedł do pierwszoligowej Viktorii Žižkov, jednak zaliczył w niej tylko jeden mecz i w 1995 roku odszedł do FC Zlín. W 1996 roku przeżył z nim spadek do drugiej ligi i w tych rozgrywkach grał jeszcze przez rok. W 1997 roku przeszedł do słowackiego pierwszoligowca, Tatrana Prešov. Tam grał przez 2 i pół roku, ale nie osiągnął większych sukcesów.
Zimą 2000 roku Zítka wyjechał do Belgii. Został bramkarzem KSC Lokeren, gdzie już do końca sezonu 1999/2000 miał pewne miejsce w pierwszej jedenastce. Na koniec sezonu 2000/2001 zajął z nim 4. miejsce w lidze Belgii, gwarantujące start w Pucharze Intertoto. Natomiast sezon 2001/2002 zakończył na 7. miejscu w tabeli.
Grając w Lokeren Daniel wzbudził zainteresowanie szefów stołecznego Anderlechtu i latem 2002 przeszedł do tego klubu za pół miliona euro. W Anderlechcie wygrał rywalizację z wielokrotnym reprezentantem Belgii Filipem De Wilde i w 2003 roku został wicemistrzem kraju. W sezonie 2003/2004 rywalizował o miejsce w składzie z Tristanem Peersemanem i jako podstawowy golkiper „Fiołków” został po raz pierwszy w karierze mistrzem Belgii. W 2005 roku ponownie został wicemistrzem ligi, ale w sezonie 2005/2006 stracił miejsce w składzie na rzecz nowego bramkarza klubu, Silvio Proto. Anderlecht znów wywalczył prymat, a w sezonie 2006/2007 Zítka znów grał w pierwszym składzie i obronił tytuł mistrzowski. W sezonie 2007/2008 został wicemistrzem kraju, podobnie jak rok później. W sezonie 2008/2009 występował na przemian z Davy’m Schollenem. 28 listopada 2008 podczas meczu z FCV Dender doznał złamania kości strzałkowej i do końca sezonu nie pojawił się już na boisku. W rozgrywkach 2009/2010 rozegrał 1 mecz.
Latem 2010 Zítka powrócił do Czech, gdzie podpisał umowę ze Spartą Praga. W 2012 roku zakończył karierę.
| Sezon   | Klub                | Kraj     | Rozgrywki      | Mecze | Bramki |
| ------- | ------------------- | -------- | -------------- | ----- | ------ |
| 1993/94 | FK Havířov          | Czechy   | 2. liga        | ?     | 0      |
| 1994/95 | Viktoria Žižkov     | Czechy   | 1. liga        | 1     | 0      |
| 1995/96 | FC Zlín             | Czechy   | 1. liga        | 24    | 0      |
| 1996/97 | FC Zlín             | Czechy   | 2. liga        | 14    | 0      |
| 1997/98 | 1. FC Tatran Prešov | Słowacja | Corgoň liga    | 2     | 0      |
| 1998/99 | 1. FC Tatran Prešov | Słowacja | Corgoň liga    | 30    | 0      |
| 1999/00 | 1. FC Tatran Prešov | Słowacja | Corgoň liga    | 11    | 0      |
| 1999/00 | Lokeren             | Belgia   | Eerste Klasse  | 8     | 0      |
| 2000/01 | Lokeren             | Belgia   | Eerste Klasse  | 30    | 0      |
| 2001/02 | Lokeren             | Belgia   | Eerste Klasse  | 21    | 0      |
| 2002/03 | RSC Anderlecht      | Belgia   | Eerste Klasse  | 27    | 0      |
| 2003/04 | RSC Anderlecht      | Belgia   | Eerste Klasse  | 22    | 0      |
| 2004/05 | RSC Anderlecht      | Belgia   | Eerste Klasse  | 12    | 0      |
| 2005/06 | RSC Anderlecht      | Belgia   | Eerste Klasse  | 7     | 0      |
| 2006/07 | RSC Anderlecht      | Belgia   | Eerste Klasse  | 33    | 0      |
| 2007/08 | RSC Anderlecht      | Belgia   | Eerste Klasse  | 28    | 0      |
| 2008/09 | RSC Anderlecht      | Belgia   | Eerste Klasse  | 14    | 0      |
| 2009/10 | RSC Anderlecht      | Belgia   | Eerste Klasse  | 1     | 0      |
| 2010/11 | Sparta Praga        | Czechy   | Gambrinus Liga | 4     | 0      |
| 2011/12 | Sparta Praga        | Czechy   | Gambrinus Liga | 0     | 0      |

## Kariera reprezentacyjna
W reprezentacji Czech Zítka zadebiutował 21 listopada 2007 roku w wygranym 2:0 wyjazdowym meczu z Cyprem. Obecnie jest rezerwowym bramkarzem w kadrze dla Petra Čecha. Taką samą rolę pełnił na Euro 2008.